# Сільверій
Святий Сільверій (лат. Silverius; ? — 20 червня 537) — п'ятдесят восьмий папа Римський (8 червня 536—березень 537), законний син папи Гормізда. Боровся проти відновленні єресі монофізитів. У грудні 536 року до Риму вторгся візантійський полководець Велізарій, який пізніше добився зречення Сільверія престолу. Сільверій був пострижений у монахи та висланий до Сирії, пізніше на острів Палмарола в Лігурійському морі, де незадовго помер.